# Lista de metropolitas e patriarcas de Moscou
Esta é uma lista dos metropolitas e patriarcas de Moscou, primazes da Igreja Ortodoxa Russa, desde 988.

## História

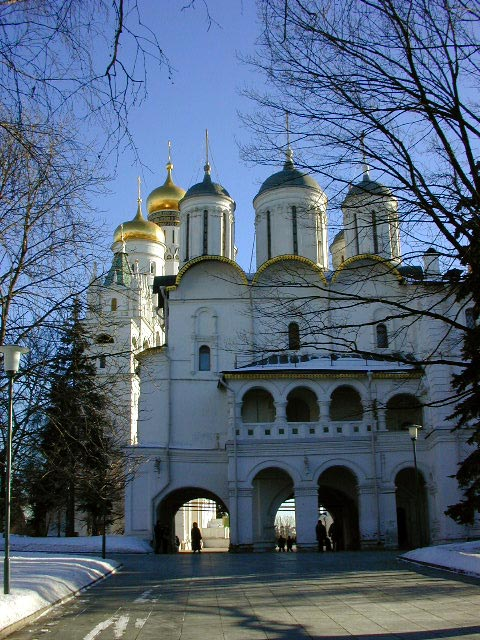
Igreja dos Doze Apóstolos. Igreja Catedral dos Patriarcas de Moscou.

A história da Igreja Ortodoxa Russa começa com a cristianização da Rus de Kiev, cuja data é comumente dada como 988; no entanto, as evidências em torno desse evento são contestadas. Em 1316, o metropolita de Kiev mudou sua sé para a cidade de Vladimir e, em 1322, mudou-se novamente para Moscou. Em 1589, a sé foi elevada a patriarcado. O patriarcado foi abolido pela reforma eclesiástica de Pedro, o Grande, em 1721 e substituído pelo Santíssimo Sínodo Governante, e o bispo de Moscou voltou a ser chamado de metropolita. O patriarcado foi restaurado em 1917 e suspenso pelo governo soviético em 1925. Foi reintroduzido pela última vez em 1943, durante a Segunda Guerra Mundial, por iniciativa do líder soviético Josef Stalin. 

## Metropolitas de Kiev e Toda a Rússia (988-1461)
- Miguel I (988-991) - Primeiro metropolita de Kiev, de acordo  com a tradição.[1][2]
- Leôncio (992-1004 ou 1008) - Segundo metropolita de Kiev, de acordo com a tradição, alguns o consideram como o primeiro. A questão permanece controversa.
- Teofilato (988-1018 ou 1008-1018) - Primeiro metropolita de Kiev, atestado por fontes.[1]
- João I (1019-1035)
- Teopento (1037-1049)
- Cirilo I (1049-1051)
- Hilarião (1051-1054 ou 1055) - Primeiro metropolita de Kiev de origem eslava.
- Efraim (1054-1065)
- Jorge (1065-1076)
- João II (1078-1089)
- João III (1089-1097)
- Nicolau (1097-1104)
- Nicéforo I (1104-1121)
- Nicetas (1122-1126)
- Miguel II (1130-1145)
- Clemente (1147-1155)
- Constantino I (1155-1158)
- Teodoro (1161-1163)
- João IV (1164-1166)
- Constantino II (1167-1169)
- Miguel III (1171-1174)
- Nicéforo II (1182-1198)
- Mateus (1200 ou 1201-1220)
- Cirilo II (1224-1233)
- José (1236-1240)
- Cirilo III (1242-1281)
- Máximo (1283-1305) - Metropolita de Kiev e Vladimir. Transferiu a Sé metropolitana de Kiev para Vladimir.
- Pedro (1308-1326) - Metropolita de Kiev. O primeiro com residência permanente em Moscou.
- Vago (1326-1328)
- Teognosto (1328-1353)
- Aleixo (1354-1378)
  - Miguel (Mitiai) (1378-1379) - lugar-tenente
- Vago (1379-1381)
- Cipriano (1381-1382) - Primeiro mandato
- Pimen (1382-1384)
- Dionísio I (1384-1385)
- Vago (1385-1390)
- Cipriano (1390-1406) - Segundo mandato.
- Vago (1406-1408)

- Fócio (1408-1431)
- Vago (1431-1433)
- Geracimo (1433-1435)
- Isidoro, o Apóstata (1437-1441) - Após a assinatura do Conselho de Florença, Isidoro voltou a Moscou como cardeal da Rússia, em 1441, e foi preso após ser acusado de apostasia.
- Vago (1441-1448)
- Jonas (1448-1461) - Em 1448 foi instalado como metropolita de Kiev, pelo grão-duque de Moscou, sem a aprovação do patriarca Gregório III de Constantinopla. Durante seu governo a Igreja da Rússia tornou-se autocéfala de fato[3] e título foi alterado para "Moscou e Toda a Rússia".

## Metropolitas de Moscou e Toda a Rússia (1461-1589)
- Teodósio (1461-1464) - O primeiro metropolita de Moscou.
- Filipe I (1464-1473)
- Gerôntio (1473-1489)
- Zósimo (1490-1494)
- Simão (1495-1511)
- Barlaão (1511-1521)
- Daniel (1522-1539)
- Josafá (1539-1542)
- Macário (1542-1563)
- Atanásio (1564-1566)
- Germano (1566)
- Filipe II (1566-1568)
- Cirilo (1568-1572)
- Antônio (1572-1581)
- Dionísio II (1581-1587)
- Jó (1587-1589) - O último metropolita e primeiro Patriarca de Moscou.

## Primeiro período patriarcal (1589-1721)
- Jó (1589-1605) - O primeiro Patriarca de Moscou.[4]
- Inácio (1605-1606)
- Hermógenes (1606-1612)
- Filareto (1619-1633)
- Josafá I (1634-1642)
- José (1642-1652)
- Nicônio (1652-1658)
  - Pitirim de Krutitsi (1658-1667) - lugar-tenente
- Josafá II (1667-1672)
- Pitirim (de Krutitsi) (1672-1673)
- Joaquim (1674-1690)
- Adriano (1690-1700)
  - Estêvão Iavorski (1700-1721) - lugar-tenente

## Período sinodal (1742-1917)
- Estêvão Iavorski (1721-1722) - Presidente do Santo Sínodo
- Teodósio Ianovski (1722-1725) - Primeiro vice-presidente do Santo Sínodo
- Teófanes Prokopoviche (1725–1726) - Primeiro vice-presidente do Santo Sínodo
- Teófanes Prokopoviche (1726–1736)
- Vago (1736-1740)
- Ambrósio Iushkeviche (1740-1745)
- Estevão Kalinovski (1745-1753)
- Platão de Malinovski (1753-1754)
- Silvestre Kuliabka (1754-1757)
- Demétrio Sechenov (1757-1767)
- Vago (1767-1770)
- Gabriel Petrov (1770-1799)
- Ambrósio Podobedov (1799-1818)
- Miguel Desnitski (1818-1821)
- Serafim Glagolevski (1821-1843)
- Antônio Rafałski (1843-1848)
- Nicanor Klementievski (1848-1856)
- Gregório Postnikov (1856-1860)
- Isidoro Nikolski (1860-1892)
- Paládio Raev-Pisarev (1892-1898)
- Joaquim Rudnev (1898-1900)
- Antônio Vadkovski (1900-1912)
- Vladimir Bogoiavlenski (1912-1917)
- Platão Rozhdestvenski (1917)

## Segundo período patriarcal (1917-Atualidade)
- Ticônio I (1917-1925)

Monograma do atual patriarca de Moscou, Cirilo.

  - Pedro de Krutitsi (1925-1936) - De facto até 1925. lugar-tenente
  - Sérgio de Nizhni Novgorod (1926-1936) - vice-lugar-tenente
  - Sérgio de Moscou e Colomna (1936-1943) - lugar-tenente

- Sérgio I (1943-1944)
- Aleixo I (1945-1970)
- Pemeno I (1971-1990)
- Aleixo II (1990-2008)
- Cirilo I (2008-)[5]